# Медина (певица)
Медина (дат. Medina, настоящее имя Андреа Фуентальба Вальбак, дат. Andrea Fuentealba Valbak; род. 30 ноября 1982, Орхус, Дания) — датская певица чилийского происхождения.

## Биография
Медина (Андреа Фуентальба Вальбак) родилась 30 ноября 1982 года в Орхусе в семье датчанки и чилийца. Её мать родом из Копенгагена, а отец родом из Сантьяго. У Медины есть брат, живущий в Копенгагене. Её бабушка так же проживает в датской столице.

## Музыкальная карьера
Медина выпустила свой первый сингл в Дании под названием «FLA» («Кожа») . Следующим синглом стала композиция «Et øjeblik» («Один момент») 2007 года, после выхода которого выпускает альбом под названием «Tæt på».
На своей родине она прославилась после выпуска хита «Kun for mig» («Только для меня»), который стал первым синглом с её второго альбома Velkommen til Medina. Сингл стал хитом в течение 2008–2009 годов, находился семь недель на вершине датского танцевального чарта, был одним из самых популярных хитов на датском радио. «Kun for mig» был самым продаваемым синглом 2009 года в Дании; он провел шесть недель на первом месте датского Singles Chart, в конечном итоге получил тройной платиновый статус. Второй сингл с того же альбома, «Velkommen til Medina», так же достиг первой позиции и продержался на вершине пять недель, достиг платинового статуса. Третий («Ensom») и четвёртый («Vi to») стали вторыми в датском чарте и также стали платиновыми.
В 2009 году два совместных сингла Медины «100 dage» с Томасом Хельмигом и «Mest ondt» с Бурхан Джи достигли верхней части датского чарта.
В сентябре 2009 года, Медина выпустила на английском языке версию «Kun for mig», под названием «You & I» в Великобритании, Германии, Австрии и Швейцарии. Эта версия достигла № 39 в чарте UK Singles и вошла в топ-10 в немецком Singles Chart.
В июле 2010 года альбом «Welcome to Medina» был выпущен в Германии, Австрии и Швейцарии, в местных чартах достиг № 9, № 45 и № 24 мест соответственно. Помимо семи новых песен, альбом также включает англоязычные версии четырёх синглов, в том числе «Lonely» (английская версия «Ensom»), который был выпущен в качестве второго сингла с альбома.

## Достижения
Медина стала лучшим датским исполнителем 2009, 2011 и 2012 годов на «MTV Europe Music Awards», лучшей датской певицей на «Zulu Awards», а также выиграла в номинации Лучший датский исполнитель и Лучший Датский альбом на «DeeJay Awards 2010».

## Дискография

### Альбомы
| 2007 | Tæt på               | — | — |                                                                                     |                                                                                     |                                                                                     |                                                                                     |                                                                                     |                                                                                     |                                                                                     |                                                                                     |                                                                                     |                                                                                     |                                                                                     |                                                                                     |                                                                                     |                                                                                     |                                                                                     |                                                                                     |                                                                                     |                                                                                     |                                                                                     |                                                                                     |                                                                                     |
| 2009 | Velkommen til Medina | 6 | — |                                                                                     |                                                                                     |                                                                                     |                                                                                     |                                                                                     |                                                                                     |                                                                                     |                                                                                     |                                                                                     |                                                                                     |                                                                                     |                                                                                     |                                                                                     |                                                                                     |                                                                                     |                                                                                     |                                                                                     |                                                                                     |                                                                                     |                                                                                     |                                                                                     |
| 2011 | For Altid            | — | — | «—» означает, что композиция (альбом) не попала в чарты или же не участвовала в них | «—» означает, что композиция (альбом) не попала в чарты или же не участвовала в них | «—» означает, что композиция (альбом) не попала в чарты или же не участвовала в них | «—» означает, что композиция (альбом) не попала в чарты или же не участвовала в них | «—» означает, что композиция (альбом) не попала в чарты или же не участвовала в них | «—» означает, что композиция (альбом) не попала в чарты или же не участвовала в них | «—» означает, что композиция (альбом) не попала в чарты или же не участвовала в них | «—» означает, что композиция (альбом) не попала в чарты или же не участвовала в них | «—» означает, что композиция (альбом) не попала в чарты или же не участвовала в них | «—» означает, что композиция (альбом) не попала в чарты или же не участвовала в них | «—» означает, что композиция (альбом) не попала в чарты или же не участвовала в них | «—» означает, что композиция (альбом) не попала в чарты или же не участвовала в них | «—» означает, что композиция (альбом) не попала в чарты или же не участвовала в них | «—» означает, что композиция (альбом) не попала в чарты или же не участвовала в них | «—» означает, что композиция (альбом) не попала в чарты или же не участвовала в них | «—» означает, что композиция (альбом) не попала в чарты или же не участвовала в них | «—» означает, что композиция (альбом) не попала в чарты или же не участвовала в них | «—» означает, что композиция (альбом) не попала в чарты или же не участвовала в них | «—» означает, что композиция (альбом) не попала в чарты или же не участвовала в них | «—» означает, что композиция (альбом) не попала в чарты или же не участвовала в них | «—» означает, что композиция (альбом) не попала в чарты или же не участвовала в них |
| 2012 | Forever              | — | — |                                                                                     |                                                                                     |                                                                                     |                                                                                     |                                                                                     |                                                                                     |                                                                                     |                                                                                     |                                                                                     |                                                                                     |                                                                                     |                                                                                     |                                                                                     |                                                                                     |                                                                                     |                                                                                     |                                                                                     |                                                                                     |                                                                                     |                                                                                     |                                                                                     |
| 2016 | We Survive           |   |   |                                                                                     |                                                                                     |                                                                                     |                                                                                     |                                                                                     |                                                                                     |                                                                                     |                                                                                     |                                                                                     |                                                                                     |                                                                                     |                                                                                     |                                                                                     |                                                                                     |                                                                                     |                                                                                     |                                                                                     |                                                                                     |                                                                                     |                                                                                     |                                                                                     |
| 2018 | GRIM                 | - | - |                                                                                     |                                                                                     |                                                                                     |                                                                                     |                                                                                     |                                                                                     |                                                                                     |                                                                                     |                                                                                     |                                                                                     |                                                                                     |                                                                                     |                                                                                     |                                                                                     |                                                                                     |                                                                                     |                                                                                     |                                                                                     |                                                                                     |                                                                                     |                                                                                     |

### Синглы
| 2007                                                                                | «Flå» (feat. Ruus)              | Tæt på                                 | —  | —  | —  | —  | —  |
| 2007                                                                                | «Et øjeblik» (feat. Joe True)   | Tæt på                                 | —  | —  | —  | —  | —  |
| 2007                                                                                | «Satser alt»                    | non-album single                       | —  | —  | —  | —  | —  |
| 2007                                                                                | «Alene»                         | Tæt på                                 | —  | —  | —  | —  | —  |
| 2008                                                                                | «Okay (Artmus Remix)»           | non-album single                       | —  | —  | —  | —  | —  |
| 2008                                                                                | «Kun for mig»                   | Velkommen til Medina                   | 1  | —  | —  | —  | —  |
| 2009                                                                                | «Kun for mig» (feat. Burhan G)  | non-album single                       | —  | —  | —  | —  | —  |
| 2009                                                                                | «Kun for dig» (feat. L.O.C.)    | non-album single                       | 1  | —  | —  | —  | —  |
| 2009                                                                                | «Velkommen til Medina»          | Velkommen til Medina                   | 1  | —  | —  | —  | —  |
| 2009                                                                                | «You and I»                     | Velkommen til Medina (Special Edition) | —  | 39 | 11 | 42 | 10 |
| 2009                                                                                | «100 dage» (with Thomas Helmig) | Tommy Boy                              | 1  | —  | —  | —  | —  |
| 2009                                                                                | «Ensom»                         | Velkommen til Medina                   | 24 | —  | —  | —  | —  |
| «—» означает, что композиция (альбом) не попала в чарты или же не участвовала в них |                                 |                                        |    |    |    |    |    |